# Evžen Maximilianovič z Leuchtenbergu
Princ Evžen Maximilianovič Romanovskij, 5. vévoda z Leuchtenbergu (8. února 1847 Petrohrad – 31. srpna 1901 Petrohrad) byl synem Maxmiliána de Beauharnais, 3. vévody z Leuchtenbergu a jeho manželky, velkokněžny Marie Nikolajevny Ruské. Po svém bratru Nikolaji Maximilianovičovi se v roce 1891 stal dalším vévodou z Leuchtenbergu a tuto hodnost zastával až do své smrti.

## Mládí
Evžen Maximilianovič se narodil v roce 1847 v Petrohradě jako druhý syn a páté dítě Maximiliana de Beauharnais, 3. vévody z Leuchtenbergu, a velkokněžny Marie Nikolajevny Ruské. Po smrti jeho otce v roce 1852 se 4. vévodou z Leuchtenbergu stal Evženův starší bratr Nikolaj. Když Nikolaj v roce 1891 zemřel bez dědiců, stal se Evžen 5. vévodou z Leuchtenbergu a byl jím až do své smrti v roce 1901. Titul po něm převzal jeho mladší bratr Jiří.
Po smrti svého otce, směly všechny děti vévody Maximiliana nosit knížecí titul a titul Romanovskij (nebo Romanovskaja pro ženy) a byly oslovovány jako Císařská Výsost.

## Manželství

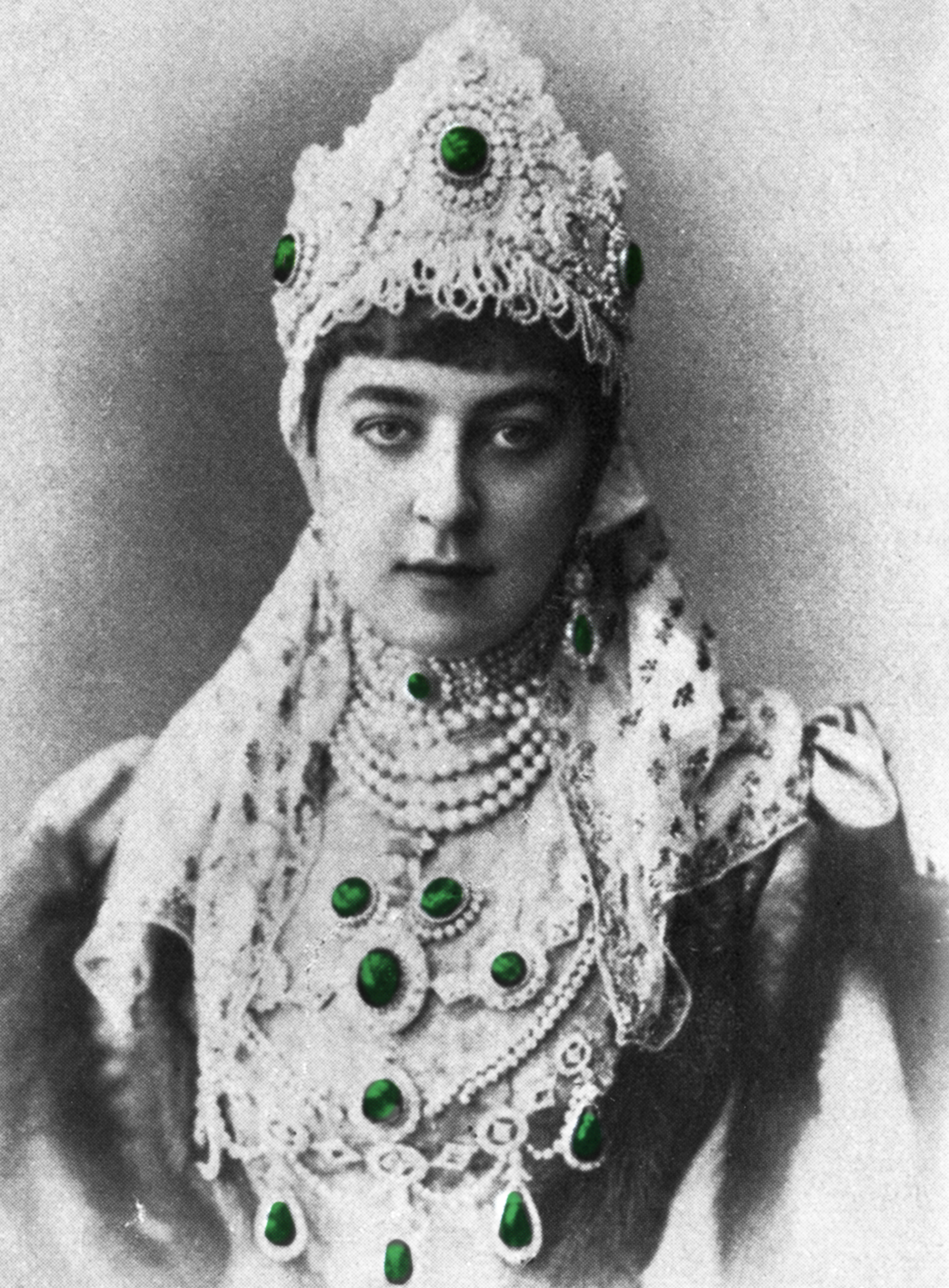
Zinaida Dmitrijevna, druhá manželka vévody Evžena

V roce 1869 se oženil s Darjou Konstantinovnou Opočininou, vnučkou Michaila Kutuzova. Byl jí udělen titul hraběnky z Beauharnais. Zemřela při porodu prvního dítěte v roce 1970:
- Daria, hraběnka z Beauharnais (19. března 1870, Petrohrad – 4. listopadu 1937, Leningrad). Poprvé se provdala 7. září 1893 v Baden-Badenu v Karlsruhe v Bádensku-Württembersku za prince Leona Kočubeie (1862–1927). Rozvedli se v roce 1911. Podruhé se provdala 22. února 1911 v Petrohradě za Waldemara, barona von Graevenitz (1872–1916). Potřetí se provdala za Viktora Markezettiho († 15. ledna 1938). Se svým manželem měla jedno dítě:
  - Princ Evžen Kočubei de Beauharnais (24. července 1894, Petrodvorec – 6. listopadu 1951, Paříž)

V roce 1878 se oženil se Zinaidou Dmitrijevnou Skobelevou (také známou jako Zina; † 1899), sestrou ruského generála Michaila Skobeleva a sestřenicí Evženovy první manželky Darjy skrz jejich společného předka Ivana Nikitiče Skobeleva. Zina měla později otevřený dlouhodobý románek s velkoknížetem Alexejem Alexandrovičem Ruským.

## Kariéra
Evžen byl divizním generálem v ruské imperiální armádě. V letech 1872 až 1873 se zúčastnil útoku na Chivu a byl vyznamenán Řádem sv. Jiří čtvrtého stupně. V letech 1874 až 1877 byl velitelem Alexandrie 5. husarů. Za práci v rusko-turecké válce v roce 1877 obdržel Řád sv. Vladimíra třetí třídy. V roce 1886 se stal generálporučíkem a od roku 1888 do roku 1893 byl velitelem 37. pěší divize.

## Smrt
Zemřel v roce 1901 v Petrohradě a je pohřben v Alexandro-Něvské lávře.

## Vyznamenání a erb

Erb vévodů z Leuchtenbergu

- Hesenské velkovévodství: Velkokříž velkovévodského hesenského Řádu Ludvíkova, 14. října 1864[3]
- Bavorské království: Rytíř královského Řádu sv. Huberta, 1869[4]
- Württemberské království: Velkokříž Řádu württemberské koruny, 1871[5]
- Pruské království: Rytíř Řádu červené orlice, 1. třída, 21. srpna 1890[6]

## Předkové
|                                      |                                              |  |                 |                                                       |  |  |  |  |  |  |  | François de Beauharnais |
|                                      |                                              |  |                 |                                                       |  |  |  |  |  |  |  |                         |
|                                      | Alexandre de Beauharnais                     |  |                 |                                                       |  |  |  |  |  |  |  |                         |
|                                      |                                              |  |                 |                                                       |  |  |  |  |  |  |  |                         |
|                                      |                                              |  |                 | Marie Anne Henriette Françoise Pyvartová de Chastullé |  |  |  |  |  |  |  |                         |
|                                      |                                              |  |                 |                                                       |  |  |  |  |  |  |  |                         |
|                                      | Evžen de Beauharnais                         |  |                 |                                                       |  |  |  |  |  |  |  |                         |
|                                      |                                              |  |                 |                                                       |  |  |  |  |  |  |  |                         |
|                                      |                                              |  |                 | Joseph-Gaspard de Tascher de La Pagerie               |  |  |  |  |  |  |  |                         |
|                                      |                                              |  |                 |                                                       |  |  |  |  |  |  |  |                         |
|                                      | Joséphine de Beauharnaisová                  |  |                 |                                                       |  |  |  |  |  |  |  |                         |
|                                      |                                              |  |                 |                                                       |  |  |  |  |  |  |  |                         |
|                                      |                                              |  |                 | Rose Claire des Vergers de Sannois                    |  |  |  |  |  |  |  |                         |
|                                      |                                              |  |                 |                                                       |  |  |  |  |  |  |  |                         |
|                                      | Maximilian de Beauharnais                    |  |                 |                                                       |  |  |  |  |  |  |  |                         |
|                                      |                                              |  |                 |                                                       |  |  |  |  |  |  |  |                         |
|                                      |                                              |  |                 | Fridrich Michael Falcko-Birkenfeldský                 |  |  |  |  |  |  |  |                         |
|                                      |                                              |  |                 |                                                       |  |  |  |  |  |  |  |                         |
|                                      | Maxmilián I. Josef Bavorský                  |  |                 |                                                       |  |  |  |  |  |  |  |                         |
|                                      |                                              |  |                 |                                                       |  |  |  |  |  |  |  |                         |
|                                      |                                              |  |                 | Marie Františka Falcko-Sulzbašská                     |  |  |  |  |  |  |  |                         |
|                                      |                                              |  |                 |                                                       |  |  |  |  |  |  |  |                         |
|                                      | Augusta Bavorská                             |  |                 |                                                       |  |  |  |  |  |  |  |                         |
|                                      |                                              |  |                 |                                                       |  |  |  |  |  |  |  |                         |
|                                      |                                              |  |                 | Jiří Vilém Hesensko-Darmstadtský                      |  |  |  |  |  |  |  |                         |
|                                      |                                              |  |                 |                                                       |  |  |  |  |  |  |  |                         |
|                                      | Augusta Vilemína Marie Hesensko-Darmstadtská |  |                 |                                                       |  |  |  |  |  |  |  |                         |
|                                      |                                              |  |                 |                                                       |  |  |  |  |  |  |  |                         |
|                                      |                                              |  |                 | Luisa Leiningensko-Heidesheimská                      |  |  |  |  |  |  |  |                         |
|                                      |                                              |  |                 |                                                       |  |  |  |  |  |  |  |                         |
| Evžen Maximilianovič z Leuchtenbergu |                                              |  |                 |                                                       |  |  |  |  |  |  |  |                         |
|                                      |                                              |  |                 |                                                       |  |  |  |  |  |  |  |                         |
|                                      |                                              |  | Petr III. Ruský |                                                       |  |  |  |  |  |  |  |                         |
|                                      |                                              |  |                 |                                                       |  |  |  |  |  |  |  |                         |
|                                      | Pavel I. Ruský                               |  |                 |                                                       |  |  |  |  |  |  |  |                         |
|                                      |                                              |  |                 |                                                       |  |  |  |  |  |  |  |                         |
|                                      |                                              |  |                 | Kateřina II. Veliká                                   |  |  |  |  |  |  |  |                         |
|                                      |                                              |  |                 |                                                       |  |  |  |  |  |  |  |                         |
|                                      | Mikuláš I. Ruský                             |  |                 |                                                       |  |  |  |  |  |  |  |                         |
|                                      |                                              |  |                 |                                                       |  |  |  |  |  |  |  |                         |
|                                      |                                              |  |                 | Fridrich II. Evžen Württemberský                      |  |  |  |  |  |  |  |                         |
|                                      |                                              |  |                 |                                                       |  |  |  |  |  |  |  |                         |
|                                      | Žofie Dorotea Württemberská                  |  |                 |                                                       |  |  |  |  |  |  |  |                         |
|                                      |                                              |  |                 |                                                       |  |  |  |  |  |  |  |                         |
|                                      |                                              |  |                 | Bedřiška Braniborsko-Schwedtská                       |  |  |  |  |  |  |  |                         |
|                                      |                                              |  |                 |                                                       |  |  |  |  |  |  |  |                         |
|                                      | Marija Nikolajevna Romanovová                |  |                 |                                                       |  |  |  |  |  |  |  |                         |
|                                      |                                              |  |                 |                                                       |  |  |  |  |  |  |  |                         |
|                                      |                                              |  |                 | Fridrich Vilém II. Pruský                             |  |  |  |  |  |  |  |                         |
|                                      |                                              |  |                 |                                                       |  |  |  |  |  |  |  |                         |
|                                      | Fridrich Vilém III. Pruský                   |  |                 |                                                       |  |  |  |  |  |  |  |                         |
|                                      |                                              |  |                 |                                                       |  |  |  |  |  |  |  |                         |
|                                      |                                              |  |                 | Frederika Luisa Hesensko-Darmstadtská                 |  |  |  |  |  |  |  |                         |
|                                      |                                              |  |                 |                                                       |  |  |  |  |  |  |  |                         |
|                                      | Šarlota Pruská                               |  |                 |                                                       |  |  |  |  |  |  |  |                         |
|                                      |                                              |  |                 |                                                       |  |  |  |  |  |  |  |                         |
|                                      |                                              |  |                 | Karel II. Meklenbursko-Střelický                      |  |  |  |  |  |  |  |                         |
|                                      |                                              |  |                 |                                                       |  |  |  |  |  |  |  |                         |
|                                      | Luisa Meklenbursko-Střelická                 |  |                 |                                                       |  |  |  |  |  |  |  |                         |
|                                      |                                              |  |                 |                                                       |  |  |  |  |  |  |  |                         |
|                                      |                                              |  |                 | Frederika Hesensko-Darmstadtská                       |  |  |  |  |  |  |  |                         |
|                                      |                                              |  |                 |                                                       |  |  |  |  |  |  |  |                         |